# Злой мальчик
«Злой мальчик» — рассказ Антона Павловича Чехова. Написан в 1883 году, впервые напечатан в 1883 году в журнале «Осколки» № 30 от 23 июля с заголовком «Скверный мальчик» (Рассказ для маленьких дачников) и подписью А. Чехонте.

## Публикации
Рассказ А. П. Чехова «Злой мальчик» написан в 1883 году, впервые напечатан в 1883 году в еженедельном литературно-художественном журнале «Осколки» № 30 от 23 июля с заголовком «Скверный мальчик» (Рассказ для маленьких дачников) и подписью А. Чехонте, включён также в издание А. Ф. Маркса. Для собрания сочинений Чехов сократил рассказ, убрав из него сцену воровства мальчиком варенья и сцену за обедом.
При жизни Чехова рассказ переводился на болгарский, немецкий, сербскохорватский, чешский, шведский языки.

## Критика
Описывая рассказ, критик Л. Е. Оболенский отметил в нём сцены, обличающие безобразие и самодурство семейной жизни.

## Сюжет
Действие рассказа происходит летом на даче. Молодые люди, Иван Иваныч Лапкин и Анна Семёновна Замблицкая, гуляли и рыбачили у берега реки. Рядом никого не было и Лапкин открылся девушке: «Увидя вас, я полюбил впервые, полюбил страстно!». Одновременно с признанием в любви он давал девушке советы, как правильно и когда дёргать удочку. Вдруг у Анны Семеновны клюнуло, та неумело дернула удилище, рыба сорвалась, погоне за рыбой Лапкин нечаянно схватил руку Анны Семеновны и нечаянно прижал девушку к губам. Та отдернулась, но было поздно: «уста слились в поцелуй». Этот момент не прошёл мимо стоящего неподалёку в воде голого мальчика Коли, брата Анны Семеновны. Он всё видел и «ехидно улыбался».
За один рубль мальчик обещал никому не говорить об увиденном. Рубль он получил, потом также получил от Лапкина краски и мячик, запонки, коробочки. Это ему понравилось, и он стал постоянно наблюдать за молодыми людьми. «Он грозил доносом, наблюдал и требовал подарков; и ему всё было мало, и в конце концов он стал поговаривать о карманных часах. И что же? Пришлось пообещать часы».
Этой же осенью Лапкин сделал Анне Семёновне предложение, после чего они разыскали Колю и отодрали его за уши, испытав при этом «захватывающее блаженство».

## Экранизации
- 1915 — Злой мальчик (Россия), режиссёр Пётр Чардынин (фильм не сохранился)
- 1951 — Злой мальчик (Zly chlopiec), режиссёр Анджей Вайда (Польша).
- 1975 — Злой мальчик (СССР), режиссёр Владимир Грамматиков.
- 1984 — Злой мальчик (ТВ) (СССР), режиссёр Тамара Павлюченко.
- 2004 — Злой мальчик (Россия), режиссёр Константин Виноградский